# Barybas oxygenys
Barybas oxygenys är en skalbaggsart som beskrevs av Bates 1887. Barybas oxygenys ingår i släktet Barybas och familjen Melolonthidae. Inga underarter finns listade.